# Trogonoptera brookiana
Trogonoptera brookiana är en fjärilsart som först beskrevs av Alfred Russel Wallace 1855.  Trogonoptera brookiana ingår i släktet Trogonoptera och familjen riddarfjärilar. Inga underarter finns listade i Catalogue of Life.

## Bildgalleri

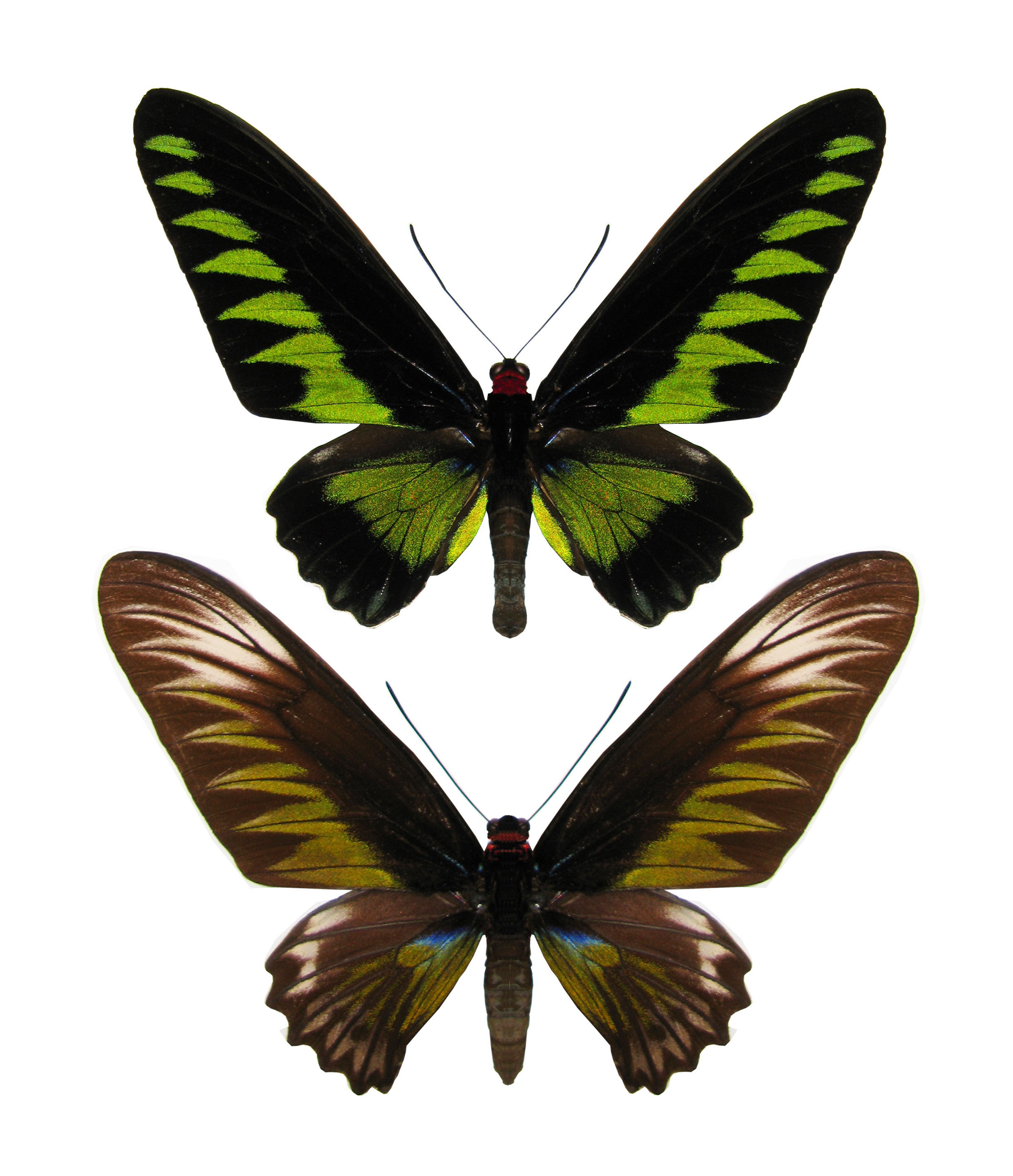